# Новиков, Пётр Александрович
Пётр Александрович Новиков (19 июня 1797 — 1 октября 1876) — поэт, тайный советник.

## Биография
Сын Александра Борисовича Новикова от его брака с Надеждой Петровной Хрущевой. Начальное образование получил дома, где изучал русский, французский, немецкий, латинский языки, историю, географию, арифметику, геометрию. В сентябре 1815 года поступил своекоштным студентом на нравственно-политическое отделение Московского университета, где учился до декабря 1818. В университете познакомился со Д. Н. Свербеевым и М. А. Дмитриевым, с которыми тесно общался и после окончания университета). Из профессоров особое влияние на Новикова оказали А. Ф. Мерзляков, А. В. Болдырев, И. А. Двигубский. В 1816 вступил в литературное «Общество громкого смеха», организованное Дмитриевым; стал членом Общества любителей российской словесности (с 1821 года действительным членом).
В 1819 году поступил на службу в Московский архив иностранных дел; с 1822 года служил при московском военном генерал-губернаторе Д. В. Голицыне. Советник Московского губернского правления (1826—1833). Чиновник особых поручений при Московском учебном округе (1833—1835). В 1838 году назначен директором Московской ссудной казны. Попечитель Преображенской больницы (1833——1850). Почётный опекун при Московском воспитательном доме (1852). В 1854 году получил чин тайного советника, в 1862 вышел в отставку.
Литературное творчество Новикова началось в годы обучения в университете. В 1815 году он дебютировал в журнале «Амфион» стихотворением «Явление ночи», позднее писал стихи самых разных жанров и философско-эстетические сочинения, которые опубликовал в «Трудах» Общества любителей российской словесности. В 1820 году, женившись на дочери И. М. Долгорукова, поселился в его доме, где участвовал в собраниях общества, в которое помимо хозяина дома входили также М. Н. Загоскин, А. И. Писарев, Д. В. Голицын, С. Т. Аксаков. Уделяя много времени службе, после 1828 года Новиков почти совсем отошёл от литературы, и лишь в 1850-х гг. участвовал в полемике по крестьянскому вопросу, занимая консервативную позицию.

## Семья
Жена (с 4 апреля 1820 года) — княжна Варвара-Антонина Ивановна Долгорукова (11.08.1794—22.12.1877), дочь князя Ивана Михайловича Долгорукова от его брака с Евгенией Сергеевной Смирновой.
По отзыву современника, в конце 1860-х годов московский дом мадам Новиковой у Смоленской площади близ Арбатских ворот с её приживалками представлял собой пережиток беспросветного крепостничества и безграничного барского самодурства. Возненавидев свое имя Антонина, она велела всем называть себя Варварой Ивановной, что все покорно исполняли; семью свою она держала в ежовых рукавицах и ничуть не церемонилась со своими женатыми и семейными сыновьями, когда они приезжали навестить её в Москву. Особенно доставалось от неё старшему сыну, добродушному и миролюбивому Ивану Петровичу. Дети:
- Михаил (20.12.1821[4]—1826)
- Иван (1824—1890), попечитель учебного округа сначала в Киеве, был женат на Ольге Алексеевне Киреевой (1840—1925).
- Евгений (1826—1903), посол в Вене и Константинополе.